# 1996年の出版
1996年の出版（1996ねんのしゅっぱん）では、1996年の出版に関する出来事についてまとめる。

## 出版に関する出来事
出版社の設立・倒産。雑誌の創刊、休刊、ミリオンセラーの出版などの記載特記した場合を除き、創刊、廃刊、復刊の日付はそれぞれの創刊号、最終号、復刊号の発売日である。

### 3月
- 11日‐JLCの競艇専門誌『BOATBoy』を創刊。
- 28日‐秋田書店の少女漫画雑誌『きらら16』を創刊。

### 5月
- 24日-講談社の少女向けの漫画雑誌『デザート』を創刊。

### 7月
- 24日‐小学館の少女向けの漫画雑誌『Cheese!』を創刊。

### 8月
- 1日‐ぽると出版の商用車主体の自動車専門誌『ワーキングビークルズ』を創刊。[1]

### 11月
- 小学館のゲーム雑誌『ゲーム・オン!』を今月発行の12月号で2年11ヶ月で休刊しました。